# Tarsius sangirensis
Tarsius sangirensis és una espècie de tarser que viu a Sangir, al nord de Sulawesi (Indonèsia). Fins fa poc, es considerava que una població de tarsers present a l'illa de Siau pertanyia a la mateixa espècie, però el 2006 la població fou separada per constituir l'espècie Tarsius tumara.